# Araceli Mangas Martín
Araceli Mangas Martín (Ledesma, província de Salamanca, 2 de juliol de 1953) és una jurista i catedràtica universitària espanyola, especialitzada en dret internacional i europeu, a més de col·laboradora habitual en els mitjans de comunicació.

## Formació
Va estudiar el Batxillerat a l'Institut Lucía de Medrano de Salamanca. En 1975 es llicencià en Dret a la Universitat de Salamanca. Va fer estudis de postgrau a la Universitat Lliure de Brussel·les i la Universitat Complutense de Madrid, on es va doctorar el 1979, on fou deixebla de Manuel Dios de Velasco Vallejo. La seva tesi va versar sobre El Comité de Representantes de las Comunidades Europeas, publicada pel Centre d'Estudis Polítics i Constitucionals el 1980. Va ser Becària de la Fundació Juan March de 1980 a 1982.

## Trajectòria acadèmica
En 1990-1991 li va ser atorgada la Càtedra «Jean Monnet» de Dret Comunitari (primera promoció de Càtedres Jean Monnet atorgades per la Comissió Europea) a la Universitat de Salamanca i el Pol Europeu Jean Monnet el 1998 (“Centre Europeu d'Excel·lència”) per coordinar les activitats europeistes a Castella i Lleó i a la Regió Centre de Portugal.
En 1992 va ser designada Dona Europea de l'Any a Espanya (a proposta del Moviment europeu, l'Associació de Periodistes Europeus i les Oficines del Parlament Europeu i de la Comissió Europea). També va ser guardonada De Salamanca de l'Any 2002, l'any de Salamanca, capital europea de la cultura, pels mitjans de comunicació de Salamanca i Ledesmina de l'any en 2004.
Va ser nomenada per la Comissió Europea al febrer de 1995 membre del Comitè de Savis per assessorar en la reforma del Tractat de Maastricht (Comitè format per set personalitats de tota la UE: J.Weyler, I. Noël, Simone Veil, H. Wallace…).
Va ser codirectora i Directora Executiva de la Revista de Derecho Comunitario Europeo (abans Revista de Instituciones Europeas) durant gairebé una vintena d'anys. Des de la seva fundació en 2006 és Directora de la Revista General de Derecho Europeo. Ha estat consellera d'Espanya en l'assumpte sobre la compatibilitat de la declaració unilateral d'independència de Kosovo davant el Tribunal Internacional de Justícia a la Haia (2009-2010).
És membre dels consells científics del Reial Institut Elcano d'Estudis Internacionals i Estratègics, de la Fondation Jean Monnet pour l'Europe (Lausana, Suïssa); dels Cursos de Dret Internacional de Vitòria-Gasteiz (País Basc), de l'Institut de Governança Democràtica (Globernance) del País Basc [Globernace.org], de l'Institut d'Estudis Europeus de la Universitat San Pablo-CEU de Madrid i de l'Institut de Dret Públic de la Universitat Rey Juan Carlos de Madrid.
És membre dels consells assessoris de Columbia Journal of European Law (Nova York), de la Revista de Derecho de la Unión Europea i de la Revista General de Derecho Público. Des del 2004 fou membre de la Comissió Nacional Avaluadora de l'Activitat Investigadora CNEAI, de la que en fou vocal i secretària de 2007 a 2011.
Va ser nomenada al maig de 2013 acadèmica de nombre de la Reial Acadèmia de Ciències Morals i Polítiques. És la segona dona que ha ingressat en aquesta Reial Acadèmia. En 2014 fou escollida entre les 100 dones més influents d'Espanya en 2014 i en 2015 v rebre la Medalla d'Honor del Màster Universitari en Dret de la Unió Europea de la Universitat Carlos III de Madrid.

## Principals publicacions
- El Comité de Representantes Permanentes de las Comunidades Europeas (un análisis del proceso de decisión), Madrid, Centro de Estudios Políticos y Constitucionales, 1980.
- Derecho Comunitario Europeo y Derecho Español, Madrid, Tecnos, 1ª ed. 1986, 2ª ed, 1987.
- Conflictos armados internos y Derecho Internacional Humanitario, Universidad de Salamanca, 1993 (posteriors reimpressions).
- Instituciones y Derecho de la Unión Europea, (coautora junt amb Diego J. Liñán Nogueras) Ed. Tecnos, Madrid,1ª ed. 1996; 7ª ed., 2012, 607 pp.
- La Constitución Europea, Iustel, Madrid, 2005.
- Carta de los derechos fundamentales de Niza. Comentario artículo por artículo. Fundación BBVA, Madrid, 2008, pp. 927(Directora y coautora de + de 200 pp)
- “Humanización, Democracia y Estado de Derecho en el ordenamiento internacional”, Real Academia de Ciencias Morales y Políticas, Madrid, 2014, 214 páginas  Arxivat 2014-05-08 a Wayback Machine.